# Луций Калпурний Пизон Цезонин (консул 58 пр.н.е.)
Вижте пояснителната страница за други личности с името Луций Калпурний Пизон.
Луций Калпурний Пизон Цезонин (на латински: Lucius Calpurnius Piso Caesoninus; † след 44 пр.н.е.) e политик на късната римска Република.
Дъщеря му Калпурния Пизония е омъжена за Юлий Цезар, а синът му Луций Калпурний Пизон e консул, познат като „Понтифекса“.
Пизон Цезонин e консул през 58 пр.н.е. и се съюзява с консул Авъл Габиний и народния трибун Публий Клодий Пулхер с цел да премахнат Цицерон. Пизон е награден с провинция Македония, която управлява от 57 до началото на 55 пр.н.е.
През 50 пр.н.е. е цензор заедно с Апий Клавдий Пулхер. При започването на Гражданската война през 49 пр.н.е. остава неутрален и напуска Рим.
Калпурний Пизон Цезонин вероятно е собственик на Villa dei Papiri в Херкуланеум, където са открити херкуланските папируси. Те представляват богата библиотека с философски и поетически творби на папирус, вероятно притежание на Филодем от Гадара, близък приятел и съратник на Пизон. 